# Cophinopoda garnotii
Cophinopoda garnotii là một loài ruồi trong họ Asilidae. Cophinopoda garnotii được Guérin-Méneville miêu tả năm 1831.